# ВИС Лимунада
ВИС Лимунада је српска музичка група из Београда.

## Чланови

### Садашњи
- Миодраг Нинић — акустична гитара, главни вокал
- Владимир Живковић — електрична гитара, вокал
- Марија Ковачина — удараљке, укулеле, вокал
- Стефан Пејатовић [а] — бубањ
- Драган Миловановић — клавијатуре
- Лука Арежина — бас-гитара[2]

### Бивши
- Душка Рајковић — бас-гитара, вокал
- Борко Милојковић — електричне оргуље, клавијатуре, клавир
- Тихомир Живковић — бубањ

## Награде и номинације
| Година | Награда                 | Категорија | Рад          | Исход               | Реф.  |
| ------ | ----------------------- | ---------- | ------------ | ------------------- | ----- |
| 2022.  | Песма за Евровизију ’22 |            | Песма љубави | Испали у полуфиналу | [ 3 ] |

## Дискографија

### Студијски албуми
- Крени — Studio B Session (2015)
- Лимунада (2016)

## Фестивали
Песма за Евровизију 2022:
- Песма љубави, 2022